# Großgörschen 35

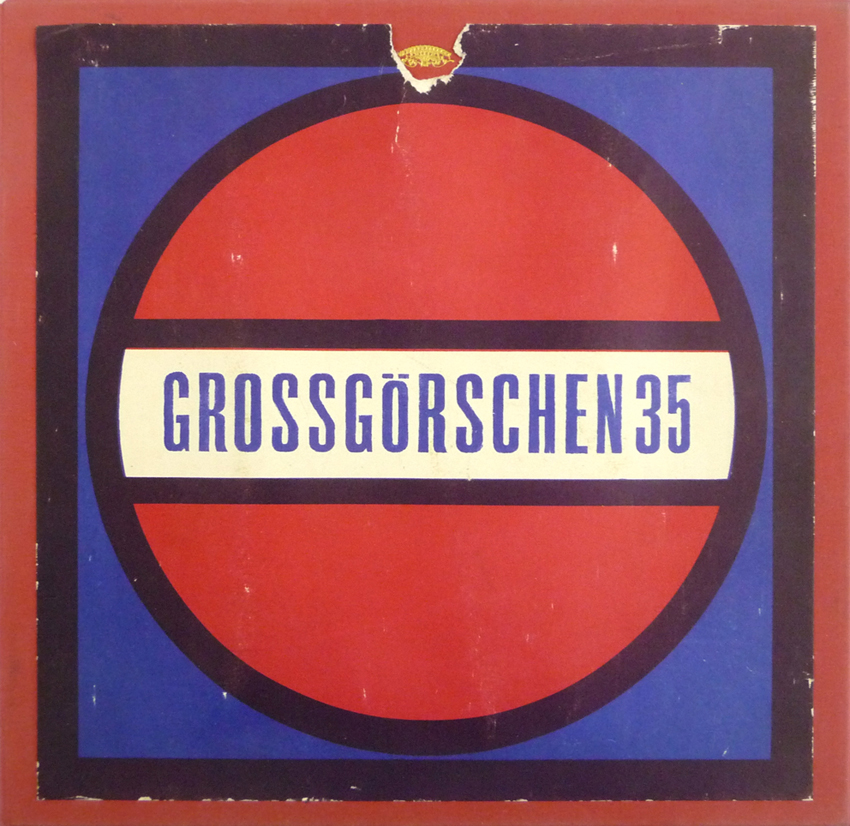
Leinen-Kassette mit 12 Originalgrafiken, Berlin 1966

Großgörschen 35 war eine von 1964 bis 1968 bestehende Selbsthilfegalerie Berliner Künstler in einer ehemaligen Fabriketage in Berlin-Schöneberg, benannt nach der Anschrift Großgörschenstraße 35. Sie gilt als eine der ersten so genannten Produzentengalerien und hatte Modellcharakter.

## Geschichte

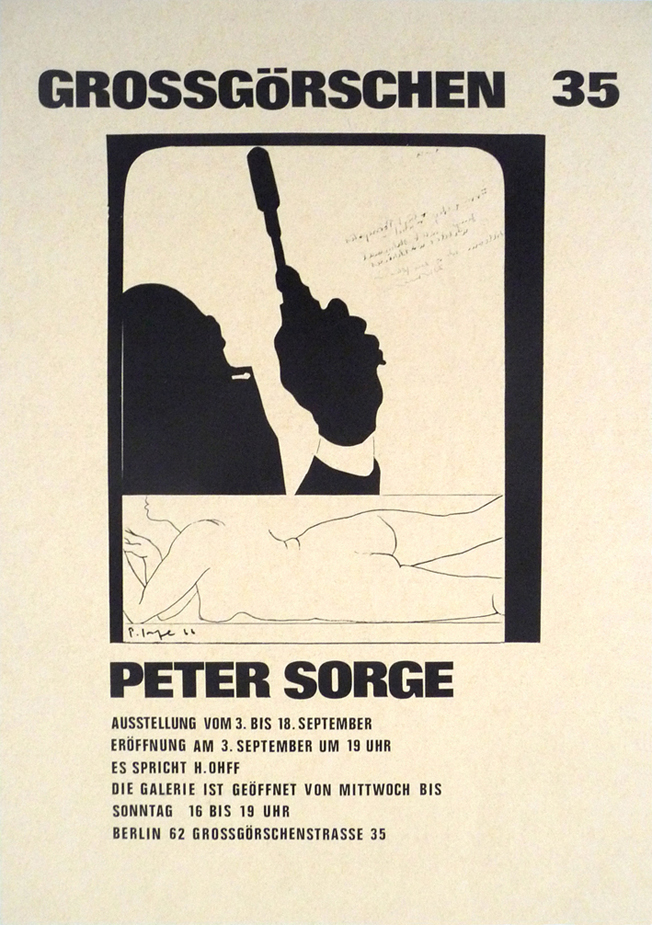
Plakat zur Ausstellung Peter Sorge, Berlin 1966

Unter dem Namen Großgörschen 35 schlossen sich 1964 in Berlin-Schöneberg sechzehn Maler in einer Ausstellungsgemeinschaft zusammen:
| - Ulrich Baehr - Hans Jürgen Burggaller - Hans-Jürgen Diehl - Leiv Warren Donnan | - Hans-Georg Dornhege - Karl Horst Hödicke - Eduard Franoszek - Franz-Rudolf Knubel | - Reinhard Lange - Markus Lüpertz - Dieter Opper - Wolfgang Petrick | - Peter Sorge - Arnulf Spengler - Lambert Maria Wintersberger - Jürgen Zeller |

Diese Künstler, die sich von ihrem Studium an der damaligen Hochschule der Künste Berlin kannten, hatten im Gegensatz zu einer Künstlergruppe wie z. B. Gruppe Zebra kein einheitliches künstlerisches Programm, das in einem Gründungsmanifest dargelegt wäre. Sie hatten jedoch ein gemeinsames Ziel: die „Überwindung gängiger Marktstrategien“, wie es Franz-Rudolf Knubel 1989 im Katalog zu der Ausstellung der Berlinischen Galerie Stationen der Moderne formulierte, da sie auf dem damaligen offiziellen Kunstmarkt keine Chancen hatten.
Die Künstler mieteten in Schöneberg einen leerstehenden Gewerberaum (ehemalige Tischlerei im Hinterhof), richteten ihn als Ausstellungsraum her und trugen die Finanzierung gemeinsam.
Gemeinsamkeiten bestanden in ihrer malerischen Ausbildung bei Lehrern wie Mac Zimmermann, Harry Kögler, Fred Thieler, Werner Volkert, Ludwig Gabriel Schrieber, Hann Trier, Max Kaus, Otto Coester, Ernst Fritsch. Es bestanden jedoch mehr „Gegenüberstellungen als Gemeinsamkeiten“, einige malten informell, andere noch oder wieder gegenständlich. Besonders die späteren, bezahlenden Gastaussteller lassen wenig von einer Verbindung mit den ersten „Großgörschenern“ (der Großgörschen-Bande) erkennen.
Das erste Jahr der Gruppe gilt als bedeutend, weil, Zitat nach Ursula Prinz, „sie die wichtigsten jungen Künstler der Zeit, die später zu unterschiedlichem Ruhm gelangen sollten, zusammenfaßte und bekannt machte.“ Und weiter: „Es war der Beginn einer Erneuerung der Kunst, die bis heute ihren Stellenwert in der neueren Kunstgeschichte nicht nur behalten hat, sondern noch immer fortwirkt.“
Nach einem Jahr bereits verließen Hödicke, Lüpertz und Wintersberger die Gruppe, während Gäste wie Edwin Dickman, Eberhard Franke und Bernd Koberling hinzukamen. – Mitglieder zahlten monatliche Mitgliedsbeiträge, während Gäste jeweils nur einmalig die Kosten ihrer Ausstellungen zahlten. Über die Zulassung von Gastausstellungen entschieden die Mitglieder.
Eva und Lothar C. Poll stießen 1966 unterstützend dazu, Lothar C. Poll wurde 1966 ehrenamtlicher Geschäftsführer, die Gruppe wurde in das Vereinsregister eingetragen. Die fortschreitende Auflösung der Gruppe führte u. a. zur Gründung der Galerie Poll in Berlin. Erst Jahre später haben sich einzelne Teilnehmer, darunter vor allem Sorge, Diehl, Petrick, Berges, Albert, die auch unter der Bezeichnung „Kritischer Realismus“ geführt werden, zur Gruppe Aspekt zusammengeschlossen. Der Kunstkritiker Heinz Ohff, einer der wichtigsten damaligen Unterstützer, schreibt dazu im Magazin Kunst, 1976: „Aus Großgörschen wächst eine speziell Berliner Nachkriegskunstrichtung, der sowohl von Dada als auch von realistischer Tradition beeinflußte Kritische Realismus.“

## Veröffentlichungen von Großgörschen 35

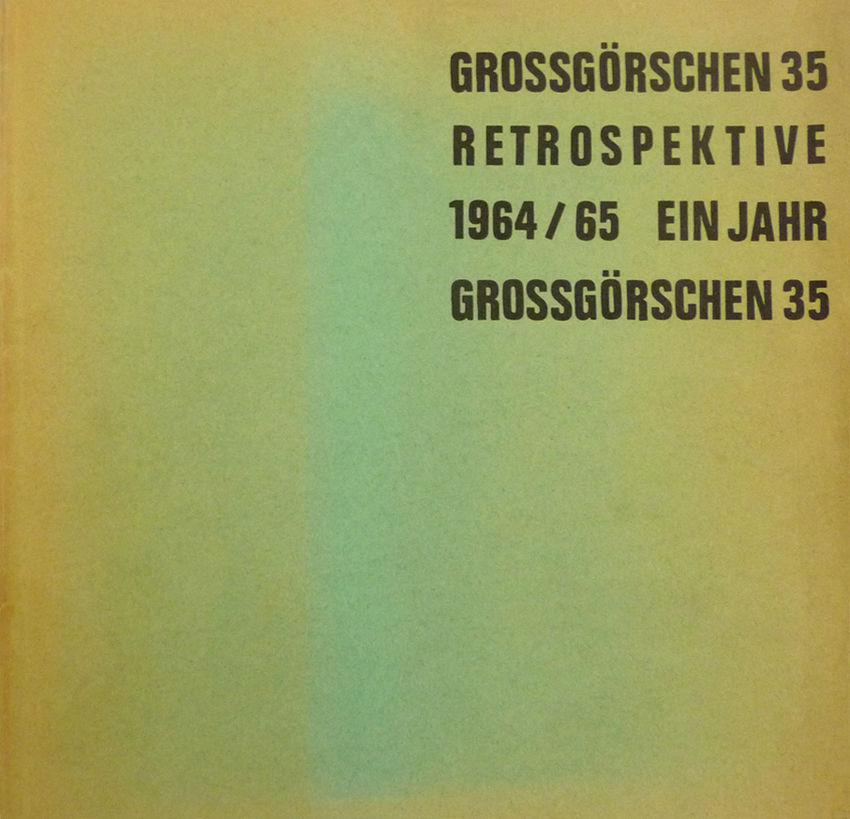
Katalog, Berlin 1965

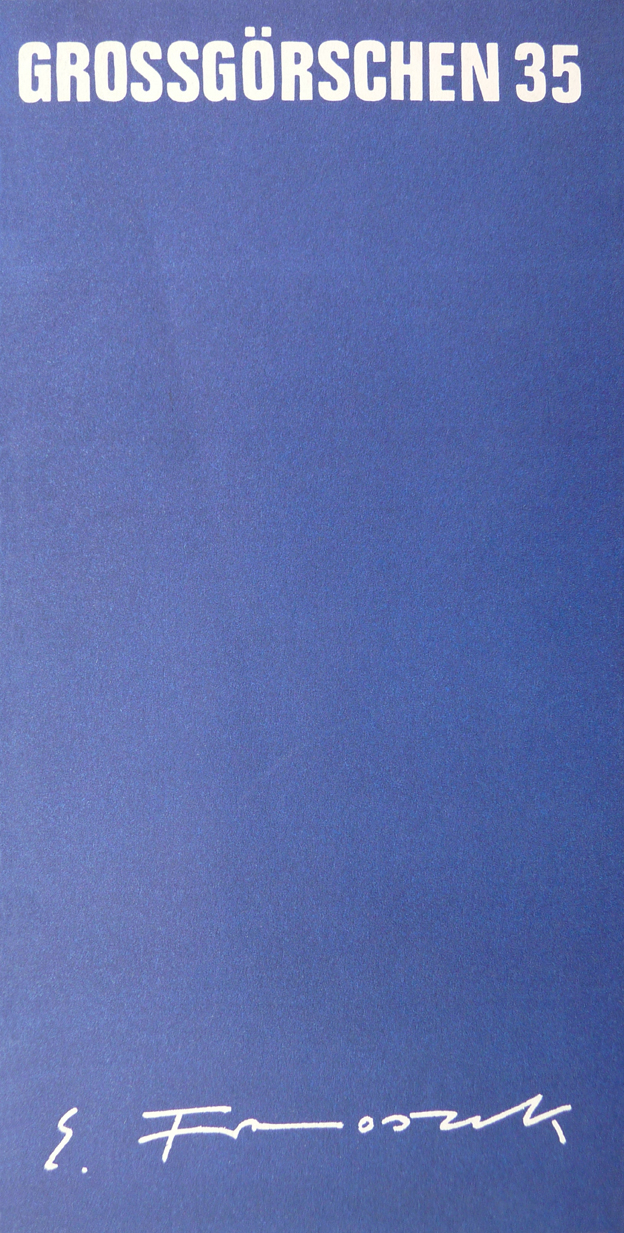
Begleitheft zur Ausstellung Eduard Franoszek, 1966

- Retrospektive 1964/65 – Ein Jahr Großgörschen 35. C. G. Fahle Verlag, Münster 1965. 35 Blatt, teils mehrfach gefaltet, ausklappbar. Ausstellung vom 24. September bis 24. Oktober 1965. (Der grüne Katalog).
- Begleitheft zur Ausstellung Eduard Franoszek: Bilder, Zeichnungen, Druckgrafik, 14. Januar bis 5. Februar 1966, hrsg. von Großgörschen 35, Berlin 1966. 8 Blatt, mit 7 Abbildungen, einer Kurzbiografie Franoszek und einem Textzitat von Dieter Hülsmanns.
- Begleitheft zur Ausstellung Werner Berges: Malerei und Graphik, 4. bis 27. März 1966, hrsg. von Großgörschen 35, Berlin 1966. 4 Blatt, mit 9 Abbildungen, einem Verzeichnis der ausgestellten Arbeiten, einer Kurzbiografie und einem Foto von Berges.
- Ausstellungskatalog Hans-Jürgen Diehl, 20. Mai bis 15. Juni 1966, hrsg. von Großgörschen 35, Berlin 1966. 14 Blatt (1 Blatt ausklappbar), mit 11 Abbildungen, einem Verzeichnis der ausgestellten Arbeiten und Preisliste, einer Kurzbiografie und Texten von Albert Schulze-Vellinghausen und Heinz Ohff.
- Großgörschen Drucke I, rote Leinenkassette mit aufgelegtem Deckeltitel, 32 × 33 cm, eine gefaltete Doppelseite Text und 12 signierte, datierte und nummerierte Originalgrafiken, Auflage: 50 Exemplare, zusätzlich 25 Exemplare I-XXV. Künstler: Ulrich Baehr, Werner Berges, Hans Jürgen Burgaller, Hans Jürgen Diehl, Leiv Warren Donnan, Hans-Georg Dornhege, Eduard Franoszek, Franz-Rudolf Knubel, Reinhard Lange, Wolfgang Petrick, Peter Sorge, Arnulf Spengler. Erste Veröffentlichung der Großgörschen-Drucke, Berlin, September 1966.
- Faltblatt zur Ausstellung Wolfgang Petrick: Grafik, Malerei, 15. Oktober – 6. November 1966, hrsg. von Großgörschen 35, Berlin 1966. Mit 2 Abbildungen, einer Kurzbiografie, einem Foto von Petrick und einem Text von Heinz Ohff.
- Sezession Grossgörschen 35 Berlin, 6-teiliges Faltblatt zur Ausstellung Handzeichnungen vom 11. März bis 14. April 1967 in der Galerie Junge Generation, Hamburg. Mit Biografien und Abbildungen von Ulrich Baehr, Werner Berges, Hans-Jürgen Diehl, Wolfgang Petrick, Peter Sorge und einem Text von Heinz Ohff, Cloppenburg 1967.
- Retrospektive Großgörschen 35. Großgörschen 35 Berlin und der Senator für Wissenschaft und Kunst, Berlin 1968. ([56 Bl.]). In den Räumen der Galerie des 20. Jahrhunderts 31. Oktober – 24. November 1968.

## Ausstellungen
Zwischen dem 16. Juni 1964 und dem 11. Juli 1965 fanden in rascher Folge vierzehn Ausstellungen, beginnend mit K.H. Hödicke, statt, die über Berlin hinaus viel Aufmerksamkeit erregten. Bis Ende 1968 folgten noch rund 36 weitere Ausstellungen.

### 1964
- Karl Horst Hödicke: Malerei und Graphik, 16. Juni – 6. Juli. Einzelausstellung, z. B. mit dem Werk: Windowpaines, hierfür Deutscher Kunstpreis der Jugend 1964, Mannheim
- Graphik, 16. Juli – 20. August. Gemeinschaftsausstellung Lange, Petrick, Sorge, Spengler, Zeller
- Edwin Dickman, Eberhard Franke: Malerei, Graphik, 22. September – 15. Oktober
- Hans-Jürgen Diehl: Malerei, Graphik, 29. Oktober – 22. November. Einzelausstellung
- Ulrich Baehr: Malerei, 27. November – 14. Dezember. Einzelausstellung

### 1965
- Bernd Koberling: Malerei, 15. Januar – 7. Februar. Einzelausstellung
- Wolfgang Petrick: Malerei, Graphik, 19. Februar – 14. März. Einzelausstellung
- Markus Lüpertz: Dithyrambische Malerei, z. B. mit dem Werk: Panzerknacker AG (aus der 1963 begonnenen Donald Duck Serie), 19. März – 30. März. Einzelausstellung
- Lambert Maria Wintersberger: Malerei, Graphik, 2. April – 14. April. Einzelausstellung
- Peter Sorge, Leiv Warren Donnan: Malerei, Graphik, 15. April – 2. Mai
- Hans Jürgen Burggaller: Malerei, Graphik, 7. Mai – 18. Mai. Einzelausstellung
- Arnulf Spengler: Malerei, Graphik21. Mai – 3. Juni. Einzelausstellung
- Reinhard Lange: Malerei, Graphik, 18. Juni – 11. Juli. Einzelausstellung
- Retrospektive 1964/65 – Ein Jahr Großgörschen 35, 24. September – 24. Oktober. Gruppenausstellung
- Franz Rudolf Knubel: Malerei, Graphik. Einzelausstellung
- Hans Georg Dornhege: Malerei, Graphik. Einzelausstellung

### 1966
- Eduard Franoszek: Malerei, Graphik, 14. Januar – 5. Februar. Einzelausstellung
- Werner Berges: Malerei und Graphik, 4. März – 27. März. Einzelausstellung
- Leiv Warren Donnan, Markus Lüpertz: Frühling 66
- Ulrich Baehr, 15. April – 8. Mai. Einzelausstellung
- Hans-Jürgen Diehl, 20. Mai 1966 bis 15. Juni. Einzelausstellung
- Michael Rühl: Zeit Bilder. Malerei. 16. Juni – 10. Juli. Einzelausstellung
- Peter Sorge: Malerei, Graphik. 3. September – 18. September. Einzelausstellung
- Handzeichnungen der Gruppe
- Wolfgang Petrick: Grafik, Malerei. 15. Oktober – 6. November. Einzelausstellung
- Siegfried Kischko: Handzeichnungen, 11. November – 27. November. Einzelausstellung
- Reinhard Lettau: Lesung
- Leiv Warren Donnan: Malerei, Graphik, 2. Dezember – 22. Dezember. Einzelausstellung
- Oberbaumpresse: Lesung Peter Handke

### 1967
- Arnulf Rainer: Graphik. Einzelausstellung
- Lesung: H. C. Artmann, Ernst Jandl, Friederike Mayröcker, Gerhard Rühm
- Hans Wilhelm Sotrop: Malerei und Handzeichnungen, 10. Februar – 26. Februar. Einzelausstellung
- Erhart Wagner: Malerei, Reliefbilder, Plastik. Einzelausstellung
- Hermann Albert: Malerei, 14. April – 30. April. Einzelausstellung
- Siegfried Neuenhausen: Reliefbilder, Graphik. Einzelausstellung
- Wolf Kahlen: Hommage a McLuhan, Raumsegmente und Umbilder, 2. Juni – 30. Juni. Einzelausstellung
- Hommage à Axel Springer.
- Peter Tuma: Graphik. Einzelausstellung
- Graphik 67. Gemeinschaftsausstellung (Albert, Asmus, Barge, Berges, Peter Benkert, Burggaller, Damke, Donnan, Dornhege, Franoszek, Knopp, Kischko, Krüll, Kürschner, Lange, Nagel, Neuenhausen, Sorge, Spengler, Nikolaus Störtenbecker)

Auswärtig
- Sezession Großgörschen 35 (Baehr, Berges, Diehl, Petrick, Sorge): Ausstellung Handzeichnungen. 11. März – 14. April. Galerie Junge Generation, Hamburg
- Handzeichnungen, Großgörschen 35. Ulrich Baehr u. a. Mai – Juni. Galerie für Graphikfreunde, Frankfurt am Main

### 1968
- Joachim Palm, 12. Januar – 28. Januar. Zusammen mit Schönholz
- Tilmann Lehnert: Lesung
- Maina-Miriam Munsky: Malerei, 9. – 24. Februar. Einzelausstellung
- Gerhard Rühm: Lesung
- Reinhard Lange: Blätter und Bilder, 8. März – 24. März. Einzelausstellung
- Eduard Franoszek: Malerei, Graphik. Einzelausstellung
- Michael Jens Barge, 10. Mai – 2. Juni. Einzelausstellung
- Mienske Janssen: Malerei. Einzelausstellung
- Heimrad Prem, Y. Fongi: Objekte, Bilder, Graphik
- Gruppe Zebra Hamburg: Asmus, Nagel, Störtenbecker, Ullrich, September – Oktober. Wanderausstellung, Gäste
- Retrospektive Grossgörschen 35. 31. Oktober – 24. November. Ehemalige Räume der Galerie des XX. Jahrhunderts, Jebensstraße Nr. 2

### Nachfolgeausstellungen
- 1989: Großgörschen 35 hat Geburtstag. 1964–1989. 16. Juni – 24. Juni. Galerie Poll, Berlin
- 1990: Großgörschen 35. 14. Januar – 11. Februar. Kunstverein, Lingen
- 2005: Großgörschen 35 und die Folgen. 40 Plus Minus. Ein Stück West-Berlin. Galerie Poll, Berlin
- 2014: Großgörschen 35. Aufbruch zur Kunststadt Berlin 1964. 6. Juni – 10. August. Haus am Kleistpark in Kooperation mit der Kunststiftung Poll